# НБП-Украина
НБП-Украина, или Национал-большевистская партия Украины (укр. Націонал-більшовицька партія України) — незарегистрированное общественно-политическое формирование на Украине. В своей деятельности руководствуется программными и идеологическими установками Эрнста Никиша и Николая Устрялова, а также до 1 декабря 2004 года НБП Эдуарда Лимонова, запрещённой в России и поддержавшей оранжевую революцию на Украине.

## Идеология и деятельность
Национал-большевики Украины выступают за разрушение капиталистического строя, установление социализма, придание русскому языку статуса государственного и политические свободы. Основная социальная база — русскоязычное население Восточной Украины, опорные пункты — Киев, Харьков, Донбасс. Некоторое время существовали отделения во Львове (2003—2004)
Направление борьбы НБП на Украине можно охарактеризовать как проекцию идей Махно и «Гуляйпольской республики» на современное украинское государство. Периодически происходят столкновения нацболов с активистами других политических организаций: «Евразийским Союзом Молодёжи», украинскими националистами (УНА-УНСО, «Патриот Украины») и другими, также имели место стычки с милицией, задержания, суды. В связи с политической эмиграцией ряда российских нацболов на Украину, ведётся правозащитная деятельность.